# Macarthur FC
Macarthur FC – australijski, profesjonalny klub piłkarski z siedzibą w południowo-zachodniej części Sydney, założony w 2018 roku. Od sezonu 2020/2021 występuje w rozgrywkach A-League.

## Historia

### Założenie
W listopadzie 2016 roku zarząd Football Federation Australia (FFA) ogłosił zwiększenie liczby zespołów występujących w rozgrywkach A-League z 10. do 12. zespołów od sezonu 2018/2019. W marcu 2018 roku zarząd FFA podjął decyzje, że planowane powiększenie rozgrywek ligowych nastąpi od sezonu 2019/2020. Do czerwca 2018 roku do FFA wpłynęło 15. wniosków licencyjnych, z których pięć zostało odrzuconych przez zarząd FFA. 20 sierpnia 2018 roku dwa osobne wnioski licencyjne złożone przez United for Macarthur i South West Sydney FC zostały połączone w jeden pod nazwą South West Sydney Macarthur. Do końca sierpnia 2018 roku liczba wniosków została ograniczona do ośmiu, natomiast w październiku zostało wybranych sześć finalnych wniosków licencyjnych złożonych przez: Canberra & Capital Region, Southern Expansion (z regionu Sydney), South Melbourne FC, South West Sydney Macarthur, Team 11 (z regionu południowo-wschodniego Melbourne) i Western Melbourne Group.
13 grudnia 2018 roku zarząd FFA zaakceptował wnioski licencyjne złożone przez South West Sydney Macarthur i Western Melbourne Group. Klub Western Melbourne Group dołączył do rozgrywek od sezonu 2019/2020, natomiast South West Sydney Macarthur od sezonu 2020/2021. Na prośbę klubu Western Sydney Wanderers FC, który po wybudowaniu nowego stadionu (Western Sydney Stadium) chce utrwalić swoją bazę kibiców; zarząd FFA podjął decyzje, że klub South West Sydney Macarthur przystąpi do rozgrywek ligowych dopiero od sezonu 2020/2021.
W dniu 15 maja 2019 roku oficjalnie ogłoszono, że nowy klub będzie nazywał się Macarthur Football Club oraz zaprezentowano barwy klubowe i herb. Nazwa klubu nawiązuje bezpośrednio do regionu geograficznego o tej samej nazwie, który obejmuje Sydney oraz obszary rolnicze Nowej Południowej Walii. Na barwy klubowe zostały przyjęte kolory: czarny, biały i ochra złota, które reprezentują różnorodność kultur regionu Macarthur. W herbie klubowym umieszczono wizerunek głowy byka oraz trzy gwiazdy z gwiazdozbioru Krzyża Południa. Głowa byka symbolizuje siłę fizyczną klubu oraz historię regionu Macarthur, a trzy gwiazdy Krzyża Południa symbolizują społeczność piłkarską w Australii na poziomie amatorskim, National Premier League i A-League. Władze klubu wybrały nazwę i symbole klubu po konsultacjach społecznych. W tym samym dniu klub poinformował również, że na stanowisko trenera został zatrudniony Australijczyk Ante Milicic. Ante Milicic rozpocznie pracę w klubie w 2020 roku po wygaśnięciu kontraktu z kobiecą Reprezentacją Australii.

## Stadion
Klub Macarthur South West United FC będzie rozgrywał domowe spotkania na obiekcie Campbelltown Stadium w dzielnicy Leumeah w Sydney.